# Шемети
Шемети — давній шляхетський рід Великого князівства Литовського.

## Походження
Точне походження роду невідоме. Вперше згадується в XVI ст. Після смерті Станіслава Кежгайло, спадок був розділений між родинами Завішів і Шеметів, останні при цьому отримали подвійне прізвище Шемет-Кежгайлів. 

## Українська гілка
- Казимир Шемет (роки народження і смерті невідомі)
  - Михайло Казимирович (1837 — 1911) — маршалок Лубенського повітового дворянства, поміщик, герой Оборони Севастополя.
    - Володимир Михайлович (1873 — 1933) — український громадський і політичний діяч. Активний член Братства тарасівців, співзасновник УНП (1902), депутат Першої Державної Думи Росії, гласний Лубенської міської думи, член УЦР.
      - Богдан Володимирович (1903 — 1992) — діяч української еміграції, учасник громадянської війни, співзасновник та багатолітній керівник «Союзу українських організацій Австралії», та засновник «Гетьманської організації Австралії».
      - Роман Володимирович (1908 — 1992) — в 1932 заарештований і засуджений за справою СВУ[2], після звільнення працював техніком-будівничим і виконробом[3].
      - Ждан Володимирович (1918 — 2007) — в 1941 заарештований і засуджений за антирадянську діяльність, український інженер, к.т.н, співробітник Гіпробуму[4].
        - Віра Жданівна (нар. 1948) — викладач Київського медичного університету ∞ NN Ратушний
        - Володимир Жданович (нар. 1951) — український вчений, к.х.н., 1990—2016 рр працював закордоном, викладач Київського політехнічного інституту.

    - Сергій Михайлович (1875 — 1957) — український громадський та політичний діяч, журналіст та діяч гетьманського руху. Один із засновників УДХП.
    - Микола Михайлович (1882 — 1918) — український політичний діяч, співзасновник Української народної та Української радикальної партій, видавець журналу «Самостійна Україна», разом з Міхновським видав брошуру під назвою «Самостійна Україна».